# PensionDanmark
PensionDanmark ist ein dänischer Pensionsfonds mit Sitz in der Hauptstadt Kopenhagen. Das 1990 gegründete Unternehmen ist in gemeinschaftlichem Besitz dänischer Gewerkschaften und Arbeitgeberverbände und führt betriebliche Altersvorsorge, betriebliche Krankenversicherung sowie die Bereitstellung von Bildungsfonds durch. 2020 gehörte der Pensionsfonds zu den 50 größten Europas.

## Geschichte und Hintergrund
Bei Tarifverhandlungen 1987 wurde die Einführung eines von Gewerkschaften und Arbeitgeberverbänden getragenen Pensionsfonds zur Steigerung der privaten Ersparnisse und Altersvorsorge abseits der staatlichen Rente vereinbart. Zum 1. April 1990 nahm das Unternehmen seine Tätigkeit unter dem Namen PKS Pension auf, zunächst umfasste die Vereinbarung rund 30.000   in den Gewerkschaften Kvindeligt Arbejderforbund i Danmark und Specialarbejderforbundet i Danmark organisierte kommunale Beschäftigte. Als Ergebnis der Tarifverhandlungen im Jahr 1991 wurde im folgenden Jahr für den nun PensionsSelskaberne bezeichneten Träger die Tätigkeiten auf die Altersvorsorge der Bauindustrie, der Handels-, Transport- und Dienstleistungsindustrie sowie der Bekleidungs- und Textilindustrie erweitert, so das 1994 erstmals das verwaltete Vermögen eine Milliarde Dänische Kronen und im folgenden Jahr die Anzahl der abgesicherten Mitglieder 300.000 überstieg. Später kamen weitere Branchen hinzu.
2002 änderte die Einrichtung ihren Namen in PensionDanmark, im gleichen Jahr überschritt des verwaltete Vermögen 25 Milliarden Dänische Kronen. 2004 gründete das Unternehmen die Tochtergesellschaft PensionDanmark Ejendomme zur Wohnbauinvestition. Im folgenden Jahr wurde ein Gesundheitsplan für die Angestellten der Transportindustrie eingeführt, später wurde ein analoges Angebot auf weitere Branchen ausgeweitet. 2009 wurde die Absicherung fundamental geändert, nachdem vormals Garantien im Fokus standen, wurden marktnahe Renten eingeführt, bei denen die Angestellten stärker an den Entwicklungen der Kapitalmärkte profitieren sollten. Hierzu investierte das Unternehmen auch zunehmend in dänische und internationale Infrastruktur, ab Ende der 2010er Jahre rückten dabei nachhaltige Investments wie unter anderem Windparks zunehmend in den Fokus.
PensionDanmark wurde mehrfach ausgezeichnet, zum Beispiel 2020 vom Periodikum Investment & Pensions Europe unter anderem wegen der ESG-Strategie und der daraus resultierenden umfangreichen Investments als bester europäischer Pensionsfonds des Jahres.
Als privatwirtschaftliches Unternehmen der betrieblichen Altersvorsorge wird PensionDanmark von der nationalen Aufsichtsbehörde Finanstilsynet überwacht.